# إيدا ماريا
إيدا ماريا (بالنرويجية: Ida Maria) (و. 1984  م) هي مغنية، وموسيقية، وعازفة قيثارة نرويجية، تستخدم آلات قيثارة.

## جوائز
حصلت على جوائز منها:
- Nordland fylkes kulturpris  [لغات أخرى]‏ (2009)
- Spellemannprisen for best new act ‏، عن عمل: Fortress Round My Heart [الإنجليزية]‏ (2008)
- Rockprisen  [لغات أخرى]‏ (2008)
- Statoil stipend  [لغات أخرى]‏ (2008)
- Alarmprisen main prize ‏ (2007).

## وصلات خارجية
- إيدا ماريا على موقع IMDb (الإنجليزية)
- إيدا ماريا على موقع ميوزك برينز (الإنجليزية)
- إيدا ماريا على موقع رولينغ ستون (الإنجليزية)
- إيدا ماريا على موقع أول ميوزيك (الإنجليزية)
- إيدا ماريا على موقع ديسكوغز (الإنجليزية)

- إيدا ماريا في قاعدة بيانات الأفلام على الإنترنت